# Tampakan
Tampakan est une localité de la province de Cotabato du Sud, aux Philippines. En 2015, elle compte 39 525 habitants.

## Histoire
Des projets de mine d’or et de cuivre sont en cours en 2019.